# Red Granite Pictures
A Red Granite Pictures foi uma empresa americana de produção e distribuição de filmes, cofundada por Riza Aziz e Joey McFarland em 2010, mas anunciou formalmente sua equipe executiva em maio de 2011 no Festival de Cinema de Cannes.
Aziz atuava como presidente, Randy Hermann como CFO, enquanto Danny Dimbort e Christian Mercuri atuavam como copresidentes do braço de distribuição, Red Granite International.
A lista de filmes da empresa representa mais de 825 milhões de dólares em receita de bilheteria mundial. Ele estreou com Friends with Kids, uma comédia romântica escrita e dirigida por Jennifer Westfeldt. O filme é estrelado por Jon Hamm, Kristen Wiig, Adam Scott e Megan Fox.